# Gory Patiño
Rodrigo Patiño, más conocido por su nombre artístico "Gory" Patiño (La Paz, 1 de enero de 1975) es un actor y director de cine boliviano.

## Inicios
Nació en La Paz, estudió en el Colegio Alemán, donde inició su aprendizaje en actuación en el taller de teatro a los 14 años, y fue premiado dos años consecutivos como Mejor Actor en el Intercolegial de Teatro Indivisa Manet.
Estudió la carrera de Comunicación Social en la  San Pablo Universidad Católica Boliviana, donde formó parte del grupo de teatro profesional dirigido por Maritza Wilde y del grupo de teatro de Carlos Cordero. El año 1995 actuó en las serie de televisión “Fuego Cruzado” de Rodrigo Ayala y en 1996 en la serie “Historias del vecino” de Fernando Aguilar.
Después de graduarse como Comunicador Social el año 1996, viajó a  la ciudad de Buenos Aires para continuar su aprendizaje en actuación en el Centro Latinoamericano de Investigación y Creación Teatral - CELCIT.
El año 1998, viajó a California donde estudió su maestría de cine y televisión en la Universidad de Chapman becado por la Fundación Fulbright de la Embajada de Estados Unidos, durante sus estudios estrenó el cortometraje "Fine Line" (2003) que ganó el Premio a la Mejor película de Posgrado y el Premio al Mejor Director.
Un año más tarde, Patiño dirigió y coescribió su primer largometraje “Cielito Lindo”, protagonizado por Adam Rodríguez de CSI Miami.

## Docencia
Imparte clases de cinematografía en la Universidad Mayor de San Andrés y en la Universidad católica en la ciudad de La Paz.

## Obra cinematográfica
Cuando retornó a Bolivia, actuó en las películas “Insurgentes” del director Jorge Sanjinés y “Norte Estrecho” del director Omar L. Villaroel y en la obra de teatro Shakespeare de Charcas.
El año 2018 filmó "Muralla", un thriller con características de drama familiar, que según la crítica Samanta Shcuster, de la página de Cinéfilo Serial: "...es una película poderosa, que se sumerge en un submundo marginal para realizar una radiografía social sobre la decadencia moral y humana". La película "Muralla" fue seleccionada para representar a Bolivia en los Golden Globes y los Premios Oscar del 2019.
El 2019 coescribió y codirigió La entrega (serie de televisión), serie de 10 episodios que fue producida y emitida por el canal de televisión boliviano Red Uno y Amazon Prime, que es un spin off de la película "Muralla" y que aborda el tema de la trata de personas.
Coescribió y codirigió el largometraje "Pseudo", un thriller político, que tuvo una etapa de desarrollo de 8 años, y que se estrenó el año 2020 en el Festival Latino de San Francisco, haciéndose acreedor del Premio Habanero a la Distribución en el Festival de Cine de La Habana.
Ha dirigido spots publicitarios para grandes marcas con las empresas productoras "Artistas Latinos" y "Cabruja Films" y también realizó documentales institucionales.

## Filmografía

#### Cortometrajes
Fine Line (2003)

#### Largometrajes
Muralla (2018)
Pseudo (2020)
Mano Propia: Tribus (2024)

#### Series
La entrega (serie de televisión) (2018)

## Premios y distinciones[10]
| Año  | Festival                                      | País      | Película | Premio           |
| ---- | --------------------------------------------- | --------- | -------- | ---------------- |
| 2019 | Festival de Cine de Gramado                   | Brasil    | Muralla  | Mejor Actor      |
| 2019 | Festival Internacional de Cine de las Alturas | Argentina | Muralla  | Mejor Fotografía |
| 2019 | Festival Internacional de Cine de las Alturas | Argentina | Muralla  | Mejor Guion      |